# Кафяво-виолетова гълъбка
Кафяво-виолетовата гълъбка (Russula vesca) е вид ядлива базидиева гъба от семейство Russulaceae.

## Описание
Шапката достига до 12 cm в диаметър. В ранна възраст е дъговидна, с малка вдлъбнатина в средата, а в напреднала възраст става разперена до плоска, слабо набраздена. При влажно време е леко лепкава, иначе суха. На цвят бива розова, розово-червена, лилаво-виненочервена, кафеникаво-червена, виолетово-сивкава, кафяво-виолетова. Пънчето достига дължина 7 cm и е цилиндрично, набраздено, на цвят бяло, често с ръждиви петна в долната част. Месото е тънко, бяло, пожълтяващо при излагане на въздух и има орехов вкус. Гъбата има добри вкусови качества и е годна за консумация както сурова, така и в различни салати.

## Местообитание
Среща се сравнително често през юни – октомври, като расте поединично или на малки групи по слънчеви места в светли широколистни гори, предимно под дъб и габър, а в редки случаи и в иглолистни гори (най-вече под смърч).